# Kovács Judit (íjász)
Kovács Judit (Budapest, 1956. január 7. –) magyar íjász, olimpikon.
Az íjászattal 1971-ben ismerkedett meg. 1971 és 1991 között a Budapesti (majd GV) Spartacus SC, 1992-től sport pályafutása befejezéséig, 1996-ig a Tipográfia TE igazolt versenyzője volt. 1974 és 1996 között a magyar válogatott tagja volt. Magyarországot 105 alkalommal képviselte nemzetközi versenyeken, kontinens illetve világbajnokságon, valamint olimpián. Számtalan országos csúcsot javított meg minden távon, tizenegyszer volt országos bajnok és tizenkétszer választották sportágában az év magyar íjászának (1976, 1979, 1980, 1981, 1983, 1984, 1986, 1987, 1989, 1990, 1992, 1993).
Legmagasabb elért kör eredményei: FITA összetett (70, 60, 50, 30 m, 144 lövés) 1313 kör - 1994., 70 m (36 lövés) 322 kör - 1993., 60 m (36 lövés) 331 kör – 1989., 50 m (36 lövés) 329 kör – 1992., 30 m (36 lövés) 349 kör – 1990.

## Eredményei
Olimpia
1980. Moszkva 12., 1992. Barcelona 16., 1996. Atlanta 45.
Világbajnokság
1989. Lausanne 18., 1993. Antalya 26., 1995. Jakarta 45.
Európa-bajnokság
1980. Compiegne (FRA) 18., 1986. Izmír 13., 1990. Barcelona 13., 1992. Málta - csapat bronz érem, 1994. Nymburk (CZE) 13., 1996. Szlovénia 19.
Nemzetközi versenyek
- 1. hely: Abádszalók 1989, Berlin 1990, Bochum 1986, 1987, 1995, Budapest 1976, 1986, 1988, Moscenicka Draga (YUG) 1981, Pécs 1976, Poznań 1975, Rostock 1989, Ulánbátor 1975
- 2. hely: Balatonalmádi 1979, Ciprus 1993, Wroclaw 1979
- 3. hely: Abádszalók 1990, Budapest 1987
- 4. hely: Budapest 1992, Milánó 1985, Tbiliszi 1979
- 5. hely: Hannover (terem) 1981, München 1975, Varsó 1976
- 6. hely: Berlin 1980, Milánó 1979., Rostock 1978
- 7. hely: Nymburk (CZE) 1993
- 8. hely: Terracina (ITA) 1980
- 9. hely: Aue (GER) 1985
- 10. hely: Varsó 1977